# Sherlock Holmes: Trò chơi của bóng đêm
Sherlock Holmes: Trò chơi của bóng đêm (tên gốc tiếng Anh: Sherlock Holmes: A Game of Shadows) là một phim hành động trinh thám Mỹ-Anh phát hành năm 2011 của đạo diễn Guy Ritchie, với sự sản xuất của Joel Silver, Lionel Wigram, Susan Downey và Dan Lin. Nó là một phần tiếp theo của bộ phim Sherlock Holmes năm 2009, dựa trên các nhân vật chính được tạo ra bởi Nhà văn viết truyện trinh thám Sir Arthur Conan Doyle. Kịch bản được viết bởi Kieran Mulroney và Michele Mulroney. Robert Downey, Jr. và Jude Law đóng lại vai diễn của họ (Thám tử Sherlock Holmes và Bác sĩ John Watson), với sự tham gia diễn xuất Noomi Rapace vai Simza và Jared Harris vai giáo sư Moriarty. Trong phần phim này, Holmes và Watson hợp tác để triệt hạ đối thủ xảo quyệt nhất của họ: Giáo sư James Moriarty. Mặc dù chịu ảnh hưởng truyện ngắn "Vụ án cuối cùng" của Conan Doyle, phim được cải biên để tăng tính hấp dẫn cho khán giả mà không tuân thủ theo cốt truyện.
Sherlock Holmes: Trò chơi của bóng đêm mặc dù nhận được đánh giá khác nhau từ các nhà phê bình, về mặt thương mại là thành công với tổng doanh thu trên toàn thế giới hơn 545 triệu USD.

## Nội dung
Trong năm 1891, Irene Adler nhận trao một bưu kiện cho Bác sĩ Hoffmanstahl, thanh toán cho một lá thư ông yêu cầu. Hoffmanstahl mở gói, kích hoạt một quả bom bên trong nhưng thoát chết nhờ Sherlock Holmes chặn kíp nổ kịp thời. Nhưng Holmes đã tìm thấy Hoffmanstahl bị sát hại sau đó. Adler gặp Giáo sư Moriarty để tìm hiểu sự việc, nhưng Moriarty đã đầu độc cô trong một quán ăn. Holmes đã bị cú sốc vì cái chết của Adler.
Một quãng sau, bác sĩ Watson đến tại 221B phố Baker, nơi Holmes tiết lộ rằng ông đang điều tra một loạt các vụ giết người dường như không liên quan, các cuộc tấn công khủng bố và thâu tóm doanh nghiệp mà ông đã kết nối có sự liên quan với Moriarty. Holmes đã diện kiến với một cô gái thầy bói người Digan Manouche Pháp - Simza, người nhận thư chính thức mà Holmes lấy từ Adler, gửi từ anh trai Rene của cô. Holmes ngăn cản một sát thủ được cử đến giết Simza, nhưng cô chạy trốn trước khi Holmes có thể thẩm vấn cô. Sau đám cưới của Watson và Mary Morstan, Holmes được Moriarty hẹn gặp chính thức lần đầu tiên. Moriarty báo hiệu cho Holmes rằng Adler bị đầu độc và đe dọa sẽ tặng quà cưới nguy hiểm cho Mary Watson nếu Holmes tiếp tục can thiệp vào việc của mình.
Người của Moriarty tấn công Watson và Mary trên một chuyến tàu đi tuần trăng mật của họ. Holmes đã theo sát để bảo vệ họ, đẩy Mary từ tàu xuống một con sông bên dưới cầu, nơi cô được người anh trai Mycroft của Holmes đã chèo thuyền chờ sẵn. Sau khi đánh bại người của Moriarty, Holmes và Watson đến một khu người Digan ở Paris để tìm Simza. Khi tìm thấy Simza, Holmes nói rằng vì Rene đã tiết lộ thân phận của mình với cô nên Moriarty đã cho người truy sát, bởi Rene đang làm việc cho Moriarty, và Holmes cũng nói với cô về kế hoạch hành động của mình. Simza dẫn hai người đến trụ sở của một nhóm phi chính phủ mà cô và Rene đã từng cộng tác trước đây. Họ biết rằng những người phi chính phủ đã bị Moriarty thao túng buộc phải đặt bom theo lệnh.
Bộ ba đến sân khấu một nhà hát ở Paris mà Holmes cho rằng nơi đặt bom. Tuy nhiên, Holmes nhận ra quá muộn rằng ông đã bị Moriarty lừa và bom được đưa vào nơi hội họp trong một khách sạn gần đó; bom giết chết một số doanh nghiệp sản xuất vũ khí. Holmes phát hiện ra rằng quả bom là vỏ bọc cho vụ ám sát Meinhard, một trong những người tham dự, bởi phụ tá Moriarty, Sebastian Moran. Cái chết của Meinhard đã đưa lợi thế quyền sở hữu nhà máy sản xuất vũ khí của Moriarty Meinhard tại Đức. Holmes, Watson và Simza đã vượt qua biên giới tìm đến nhà máy sản xuất vũ khí, nhờ những bức tranh đầu mối mà Rene để lại cho cô em gái.
Tại nhà máy, Moriarty đã bắt và tra tấn Holmes về nơi đến của bức điện tín mà Holmes đã nhờ Watson gởi đi, trong khi trở lại tìm Holmes, Watson bị phục kích dưới làn đạn của Moran. Holmes suy luận âm mưu Moriarty, tiết lộ rằng giáo sư bí mật mua lại cổ phần trong nhiều công ty trục lợi chiến tranh, và dự định sẽ kích động một cuộc chiến tranh thế giới để thu về lợi nhuận lớn cho mình. Trong khi đó, Watson dùng khẩu pháo được Moran che giấu dưới tấm bạt để bắn đổ tháp canh. Ngọn tháp sụp đổ vào kho, nơi Moriarty đang tra xét Holmes. Watson, Simza, và Holmes bị thương gặp nhau và chạy thoát lên một chiếc tàu đang đi qua. Holmes suy luận rằng mục tiêu cuối cùng của Moriarty sẽ là một hội nghị thượng đỉnh hòa bình ở Thụy Sĩ, tạo ra một sự kiện bất đồng mang tầm quốc tế.
Tại hội nghị, Holmes tiết lộ rằng Rene là sát thủ và đang cải trang thành một trong những đại sứ, đã được cho phẫu thuật tái tạo một khuôn mặt khác bởi Bác sĩ Hoffmanstahl. Holmes và Moriarty hẹn nhau ra ngoài ban công để đấu một ván cờ cân não. Watson và Simza tìm thấy Rene và ngăn chặn âm mưu ám sát của anh ta, nhưng Rene đã bị Moran giết bởi một cây kim cực độc trong gậy của hắn. Bên ngoài ban công, Holmes đã tiết lộ với Moriarty rằng trong khi bị tra tấn trước đó, Holmes đã kịp tráo cuốn sổ cá nhân của Moriarty, trong đó ghi lại tất cả các kế hoạch và tài chính của Moriarty bởi một cuốn sổ khác chỉ có những hình vẽ. Bản gốc đã được gửi đến Mary ở London, người giải các mật mã sử dụng trong một cuốn sách mà Holmes đã nhận thấy trong văn phòng Moriarty ở cuộc gặp gỡ đầu tiên của họ. Mẹ Maria đưa các thông tin cho thanh tra Lestrade - người tịch thu tài sản bất chính của Moriarty, làm cho Moriarty tê liệt về tài chính. Holmes và Moriarty cùng dự đoán một cuộc đối đầu về thể chất sắp xảy ra, và cả hai nhận ra Moriarty sẽ giành chiến thắng do Holmes bị chấn thương ở vai. Holmes đã khắc chế được Moriarty trên ban công và cả hai cùng rơi xuống thác nước Reichenbach bên ngoài ban công. Hai người được cho là đã chết.
Sau đám tang của Holmes, Watson và Mary chuẩn bị cho tuần trăng mật muộn của họ, khi Watson nhận được một bưu kiện trong đó có chứa một dụng cụ thở của Mycroft mà Watson đã được thấy trước hội nghị thượng đỉnh. Dự đoán rằng Holmes vẫn còn sống, Watson rời khỏi văn phòng để tìm kiếm người vừa giao hàng. Holmes, đã ẩn mình trong văn phòng của Watson, đọc hồi ký của Watson trên máy đánh chữ và gõ thêm một dấu hỏi sau dòng chữ "kết thúc".

## Diễn viên
- Robert Downey Jr. vai Sherlock Holmes[4]
- Jude Law vai Bác sĩ John Watson[4]
- Jared Harris vai Professor James Moriarty[5][6]
- Noomi Rapace vai Madame Simza Heron[7]
- Stephen Fry vai Mycroft Holmes[5][8]
- Kelly Reilly vai Mary Morstan[4]
- Rachel McAdams vai Irene Adler[9]
- Eddie Marsan vai Thanh tra Lestrade[10]
- Paul Anderson vai Sebastian Moran[11]
- Geraldine James vai Bà Hudson[5]
- Thierry Neuvic vai Claude Ravache
- Fatima Adoum[12] vai một Manouche
- Wolf Kahler vai Bác sĩ Hoffmanstahl
- Affif Ben Badra vai Tamas Morato

## Sản xuất
Sau thành công của bộ phim Sherlock Holmes 2009, một phần tiếp theo đã được nhanh chóng được lên lịch sản xuất bởi hãng Warner Bros với đạo diễn Guy Ritchie, giảm bớt phim nhân vật hư cấu và Robert Downey, Jr cũng rời khỏi phim "Cao bồi và Người ngoài hành tinh". Đó là chưa nhắc đến Rachel McAdams sẽ xuất hiện trong bộ phim. McAdams nói: "Nếu tham gia, nó sẽ không là một điều gì lớn lao. Và không phải là một vai chính". Warner Bros sau đó xác nhận với Entertainment Weekly rằng McAdams sẽ có một vai diễn trong phần tiếp theo.
Một năm sau, khi các sự kiện của bộ phim đầu tiên diễn ra, nội dung chạy chữ của Sherlock Holmes 2, được cho là bị ảnh hưởng cốt truyện "Vấn đề cuối cùng" của Conan Doyle. Trong khi "Sherlock Holmes: A Game of Shadows" được dự định là một bộ phim hoàn chỉnh mà không nối tiếp nội dung của bộ phim trước đó.
Vào tháng 10 năm 2010, Downey, Jr và Jude Law đã được nhìn thấy tập luyện một cảnh chiến đấu như bắn súng đã diễn ra tại Công viên Richmond, ở phía tây nam Luân Đôn. Cũng vào tháng 10 năm 2010, con tàu hơi nước PS Waverley đã được điều đến eo biển Anh để quay phim, và một màn hình màu xanh lá cây lớn đã được dựng lên ở tuyến Đường sắt Trung tâm Didcot với nhiều cảnh quay hành động vào giữa tháng mười. Cuối tháng 10, một khung cảnh thật quay tại Victoria Bridge, là một phần của Thung lũng đường sắt Severn. Vào tháng Giêng 2011, cảnh cũng đã được quay tại Hampton Court Palace và các khu vực trong Trường Đại học Oxford, Anh. Quay phim cũng đã diễn ra trong tháng 9 năm 2011 tại Đại học Hải quân Hoàng gia, Greenwich.
Vào đầu tháng 2 năm 2011, nhóm quay phim chính di chuyển trong hai ngày đến Strasbourg, Pháp. Cảnh bắn súng diễn ra xung quanh và bên trong Nhà thờ Strasbourg. Cảnh này được cho là cảnh mở đầu của bộ phim, vì nó bao gồm nổ bom và vụ ám sát trong một thành phố nói tiếng Đức.

## Âm nhạc
Nhạc nền trong phim được viết bởi người đạt giải thưởng Hàn lâm - Hans Zimmer. Zimmer và đạo diễn Guy Ritchie đã đến Slovakia, Ý, và Pháp để nghiên cứu âm nhạc gốc của người Di-gan. Zimmer và nhạc sĩ của mình với tất cả các thành viên của Viện Dân chủ Quốc gia (Mỹ), đã đến thăm bảy làng Di-gan để tìm hiểu về họ và "nghe nhiều như các nhạc sĩ chúng tôi có thể". Ấn tượng sâu sắc cho thể loại nhạc này, Zimmer đã sắp xếp 13 nhạc công Di-gan với đàn vĩ cầm và phong cầm của họ tham gia với mình tại một phòng thu cho một buổi ghi âm ở Vienna. Zimmer xen kẽ âm nhạc Di-gan này vào một số cảnh trong phim. Bên cạnh khám phá văn hóa âm nhạc tuyệt vời, Zimmer cũng cho biết ông chưa bao giờ thấy những cảnh nghèo khổ như ở Trung Âu. Một phần số tiền thu được từ nhạc nền trong phim sẽ giúp các làng Di-gan trả tiền cho nhu cầu thiết yếu như nước sạch, sưởi ấm và xe buýt giá rẻ để con cái họ được đi học. Nhạc nền cũng có các tác phẩm của Johann Strauss II, Wolfgang Amadeus Mozart, Ennio Morricone và Franz Schubert.

## Phát hành
Bộ phim đã được phát hành vào ngày 16 Tháng 12 năm 2011 tại Canada, Nga, Hoa Kỳ, Vương quốc Anh, và Mexico vào ngày 25 tháng 12 năm 2011 ở hầu hết các quốc gia khác và sau 5 tháng 1 năm 2012 tại Úc, Ba Lan và Tây Ban Nha.
Sherlock Holmes: Trò chơi của bóng đêm đã được phát hành trên đĩa DVD và Blu-ray, 12 Tháng 6 năm 2012 cho khu vực 1 và 14 tháng 5 năm 2012 cho khu vực 2 và 4